# Jean Constanciel
Jean Constanciel, né à Feurs (Loire), le 5 octobre 1829, et mort à Paris le 11 mai 1900, est un sculpteur français.

## Biographie
Constanciel vint à Paris où il entra à l'École des Beaux-Arts. Ses études terminées, il s'adonna à la sculpture religieuse et exposa, à partir de 1861, des œuvres destinées à la décoration intérieure des églises. Il a pris part pour la dernière fois au Salon en 1877.
Il est l'auteur d'un projet de monument à la gloire de Marat.